# Seunadeu Kunyet
Seunadeu Kunyet is een bestuurslaag in het regentschap Pidie van de provincie Atjeh, Indonesië. Seunadeu Kunyet telt 279 inwoners (volkstelling 2010).